# Nishimura Goun

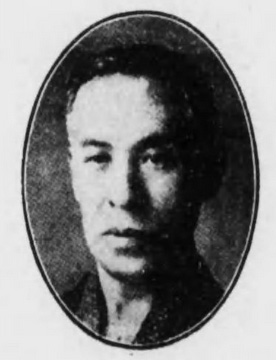
Nishimura Goun

Nishimura Goun (japanisch 西村 五雲, eigentlicher Vorname Genjirō (源次郎); geb. 6. November 1877 in Kyōto; gest. 16. September 1938) war ein japanischer Maler der Nihonga-Richtung während der Meiji-, Taishō- und beginnender Shōwa-Zeit.

## Leben und Werk
Nishimura Goun war Sohn einer Familie in Kyōto, die sich mit Textilfärberei befasste. 1890 wurde er Schüler von Kishi Chikudō (岸 竹堂; 1826–1897). Er stellte aus bei der Nihon Bijutsu Kyōkai (日本美術協会), Zenkoku Kaiga Kyōshinkai (全国絵画共進会), Goso Shōnenkai (後素少年会) und anderswo aus und erhielt gelegentlich Preise. 1897 starb Kishi, ab 1899 konnte er, gefördert von Takeuchi Seihō, selbst Schüler ausbilden.
Auf der ersten Bunten-Ausstellung 1907 gewann er einen Preis. Er erkrankte dann aber und konnte während der Taishō-Zeit nicht arbeiten. 1924 wurde er zum Professor an der Kyōto Shiritsu Kaiga Semmon-gakkō (京都市立絵画専門学校) ernannt. Er stellte dann auch auf der Teiten aus und wurde dort zum Juror ernannt. Er wurde Mitglied der Akademie der Künste.
Zu Nishimuras Themen gehören Blumen, Fische, sonstige Tiere und Vögel. Er war ein typischer Vertreter der Kyōto-Richtung des Nihonga und ein Nachfolger Takeuchi Seihōs. Zu seinen Werken gehören „日照雨“ (Sobae; 1931), „秋茄子“ (Akinasu; 1932) und „麦秋“ (Bakushū; 1936).

## Bilder

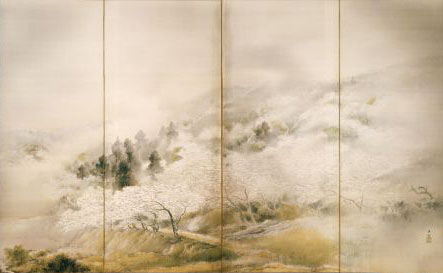
Kirschblüte in Yoshino
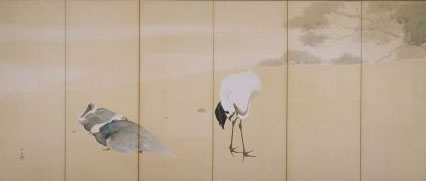
Stellschirm Kraniche, links
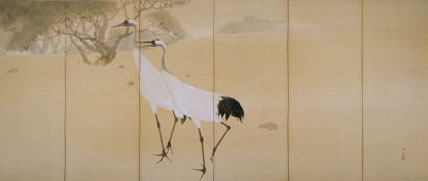
Stellschirm Kraniche, rechts
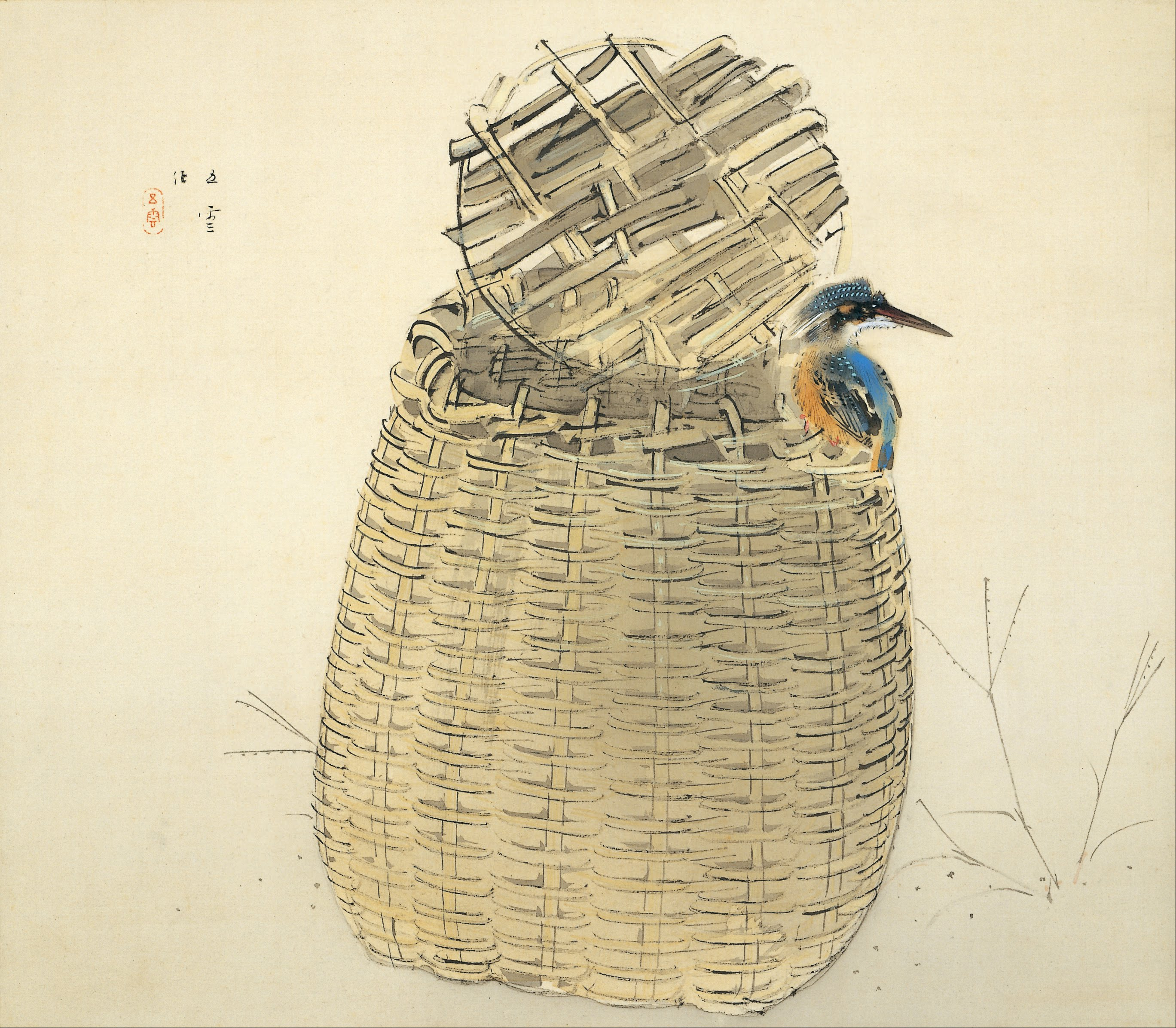
Ruhe
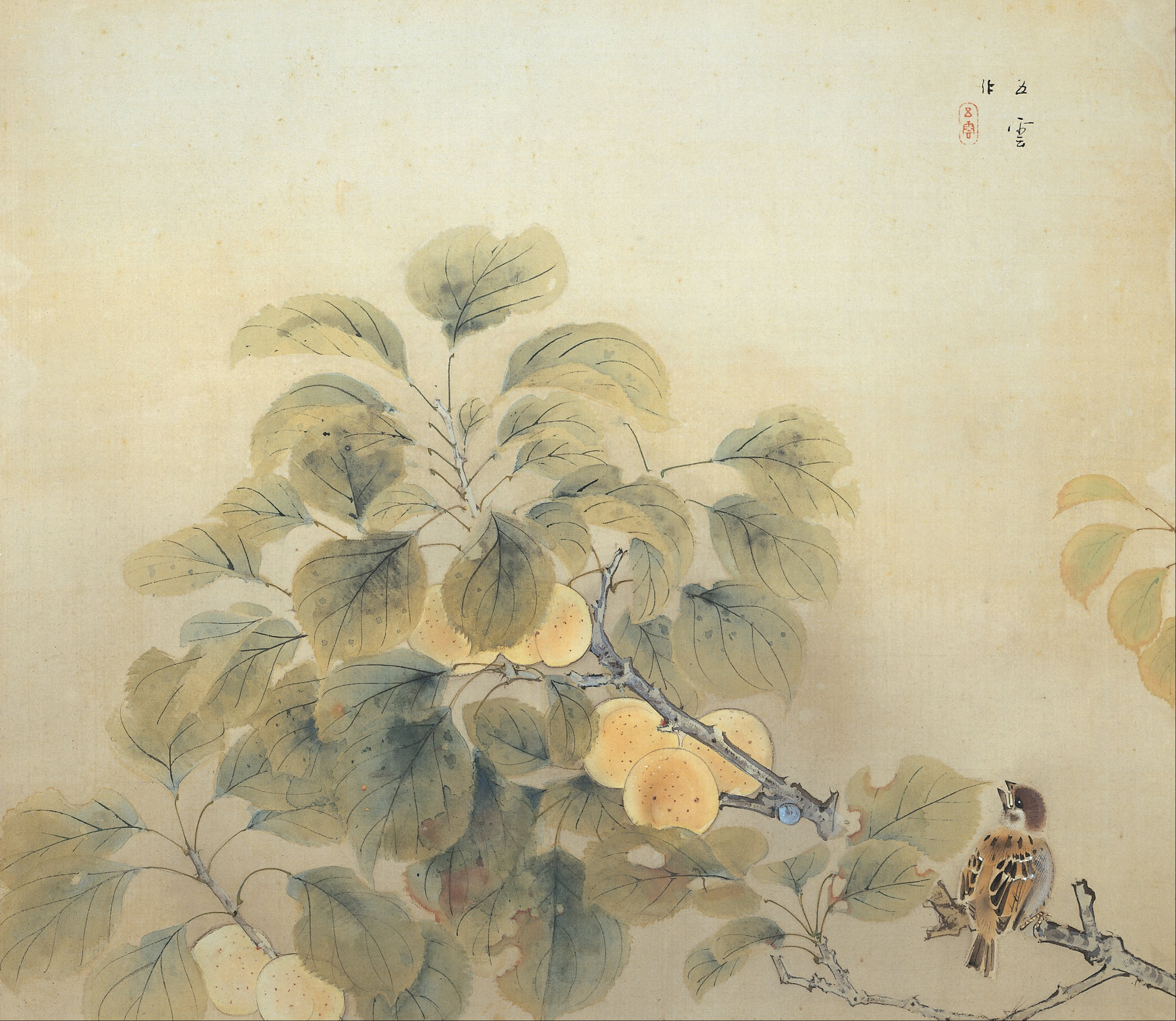
Regenzeit
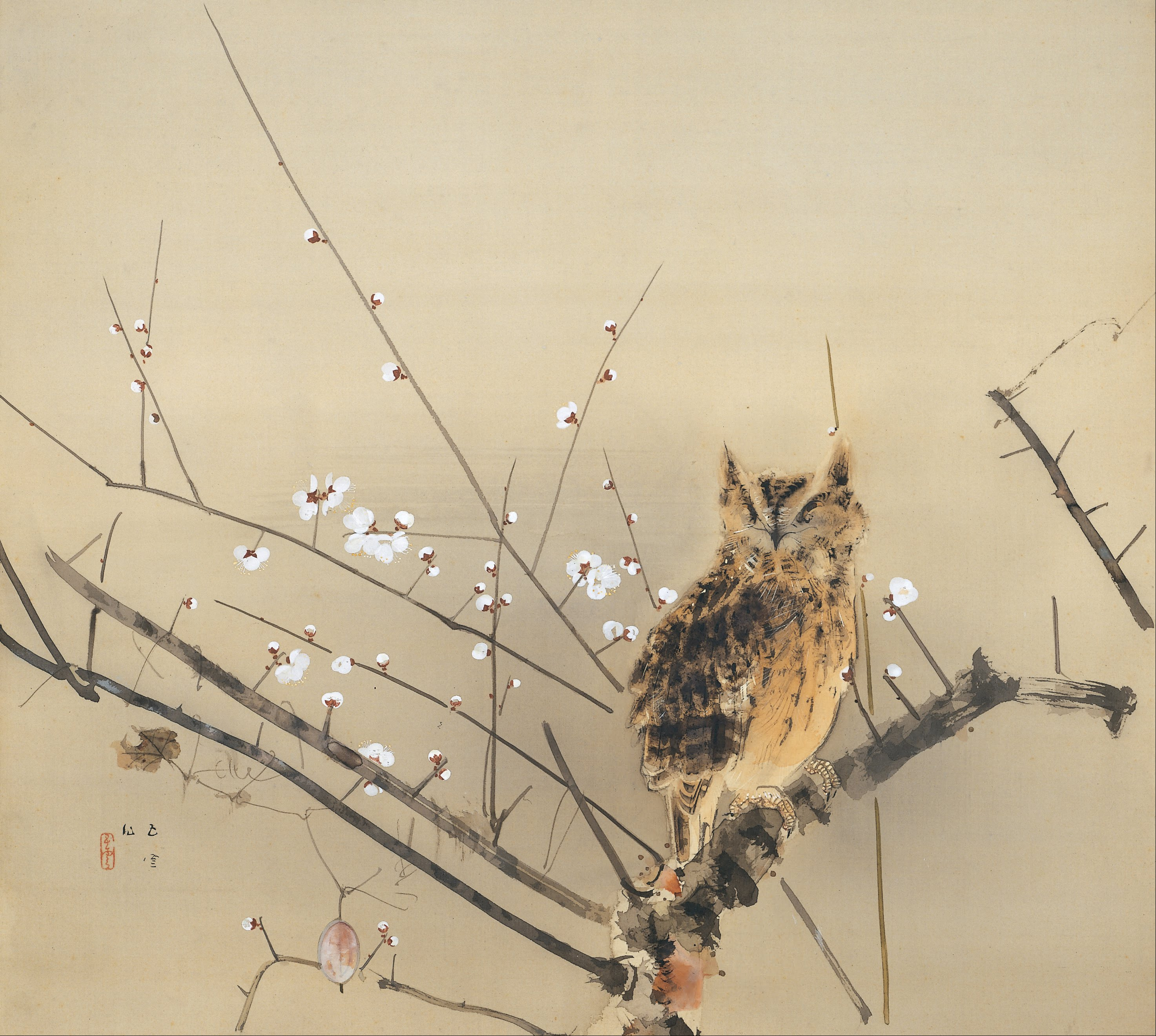
Frühe Blüten